# Prosboul
Prosboul, prozbol (en hebreo פרוזבול, פרוסבול y este a su vez del griego προς βουλή pros-bûlë, ‘ante el consejo’) fue un documento del siglo I, creado por Hilel el viejo según Gitt. 36a-b, para el tratamiento o aseguramiento de ciertos préstamos con el objetivo de que la ley bíblica de la שמטה shmitáh y יובל yovel (‘reposo de la tierra’ y ‘jubileo’), en la que se ordenaba la liberación de deudas y la restitución de propiedades cada siete y cada cincuenta años, (cf. Lv 25:1-17) no aplicara, y una vez pasado dicho año, se reanudara la deuda. El texto según Gitt 36a contenía una declaración de aceptación de deuda como sigue:
מוסרני לכם פלוני דיינים שבמקום פלוני שכל חוב שיש לי אצל פלוני שאגבנו כל זמן שארצה
«Acepto ante ustedes fulanos jueces, que en cualquier lugar, toda deuda que tengo con fulano de tal, la mantendré todo el tiempo que sea necesario...».